# Galeodes fatalis
Galeodes fatalis es una especie de arácnido del orden Solifugae de la familia Galeodidae y que encuentra en la India.